# Anna Bikont
Anna Krystyna Bikont, född 17 juli 1954 i Warszawa, är en polsk psykolog, journalist och författare.
Bikont är knuten till den polska dagstidningen Gazeta Wyborcza som hon var med och grundade 1989. Hon har fått mycket uppmärksamhet för sin 2004 utgivna faktabok My z Jedwabnego (på svenska Vi från Jedwabne, 2014) som handlar om massakern i Jedwabne. Den utsågs till årets historiebok av tidningen Polityka och belönades 2011 med Europeiska bokpriset.
År 2017 promoverades Bikont till hedersdoktor vid Göteborgs universitet.